# Perl DBI
Pour les articles homonymes, voir DBI.
Perl DBI (DataBase Interface) est une interface de programmation permettant de manipuler des bases de données en langage de programmation Perl. DBI a été spécifié par Tim Bunce, en collaboration avec d'autres, à partir de 1994. Perl DBI est couramment maintenu à travers Internet comme un module CPAN conformément au modèle open source. DBD (DataBase Driver) est une couche d'abstraction qui permet aux programmeurs d'utiliser dans leurs applications du code SQL aussi indépendant que possible de la base de données utilisée.
Les paquetages DBI et DBD permettent aux programmeurs Perl de voir d'une manière uniforme les multiples environnements de base de données existant sur le marché. Un driver DBD implante chaque environnement supporté de la même manière que des devices hardware provenant de multiples vendeurs peuvent être utilisés à travers différentes plates-formes matérielles. Les implantations de DBD pour Oracle, Microsoft SQL Server, IBM Db2, etc. et pour
des bases de données qui sont du logiciel libre comme PostgreSQL et MySQL sont disponibles sur CPAN.
Perl DBI, comme Perl lui-même, est disponible pour un grand nombre de systèmes d'exploitation.

### Divers
- (en) Perlcast, un podcast consacré à Perl
- (en)  DMOZ sur Perl (voir DMOZ)